# Vastorf
Vastorf – miejscowość  i gmina położona w niemieckim kraju związkowym Dolna Saksonia, w powiecie Lüneburg. Należy do (niem. Samtgemeinde) gminy zbiorowej Ostheide.

## Położenie geograficzne
Vastorf leży 11 km na południowy wschód od Lüneburga.
Od północy sąsiaduje z gminą  Barendorf, od północy i północnego wschodu z gminą  Reinstorf, od wschodu z gminą Thomasburg, od południowego wschodu z gminą Altenmedingen z gminy zbiorowej Bevensen w powiecie Uelzen, od południowego zachodu z gminą Bienenbüttel w tym samym powiecie i od zachodu z gminą Wendisch Evern. 
W gminie ma swoje źródło strumień Vierenbach uchodzący do Ilmenau w Bienenbüttel.

## Dzielnice gminy
W skład gminy Vastorf wchodzą następujące dzielnice: Gifkendorf, Rohstorf i Volkstorf.

## Komunikacja
Vastorf znajduje się 15 km od węzła Lüneburg-Nord na autostradzie A39 (dawna A250). Do drogi krajowej B216 są 3 km, a do dróg krajowych B209 i B4 jest 8 km odpowiednio na wschodniej obwodnicy Lüneburga Osttangente lub w Bienenbüttel.